# Midland Football League
Midland Football League là một giải bóng đá bán chuyên nghiệp ở Anh thuộc cấp độ 9–12 trong Hệ thống các giải bóng đá ở Anh.

## Lịch sử
Giải đấu Midland League hiện tại được thành lập năm 2014 khi Midland Alliance và Midland Combination kết hợp lại.

### Danh hiệu

#### Nhà vô địch Giải đấu
| Mùa giải | Premier Division | Division One    | Division Two    | Division Three  |
| -------- | ---------------- | --------------- | --------------- | --------------- |
| 2014–15  | Basford United   | Highgate United | Coventry United | Austrey Rangers |

#### Chung kết Cup Giải đấu
| Mùa giải |                   | Kết quả |          | Địa điểm       |
| -------- | ----------------- | ------- | -------- | -------------- |
| 2014–15  | Long Eaton United | 2 - 0   | Rocester | Bescot Stadium |

## Câu lạc bộ thành viên mùa giải 2016–17
| Premier Division - AFC Wulfrunians - Alvechurch - Boldmere St Michaels - Brocton - Coleshill Town - Coventry Sphinx - Coventry United - Heanor Town - Highgate United - Long Eaton United - Loughborough University - Lye Town - Quorn - Rocester - St Andrews - Shawbury United - Shepshed Dynamo - Sporting Khalsa - Stourport Swifts - Tividale - Walsall Wood - Westfields | Division One - Atherstone Town - Bolehall Swifts - Bromsgrove Sporting - Cadbury Athletic - Chelmsley Town - Coventry Copsewood - Heath Hayes - Heather St Johns - Hinckley AFC - Leicester Road - Lichfield City - Littleton - Nuneaton Griff - Pelsall Villa - Pershore Town - Racing Club Warwick - Southam United - Stafford Town - Studley - Uttoxeter Town | Division Two - Alvis Sporting Club - Barnt Green Spartak - Bloxwich Town - Continental Star - Coton Green - Droitwich Spa - Earlswood Town - Fairfield Villa - Feckenham - Hampton - Knowle - Leamington Hibernian - Paget Rangers - Redditch Borough - Smithswood Firs - Sutton United | Division Three - AFC Solihull - Alcester Town - Barton United - Boldmere Sports & Social - Castle Vale Town - Coventrians - Enville Athletic - FC Stratford - Inkberrow - Montpellier - Moors Academy - NKF Burbage - Northfield Town - Shipston Excelsior |